# Всемирная ассоциация организаций, эксплуатирующих атомные электростанции
ВАО АЭС (англ. WANO, сокр. World Association of Nuclear Operators) — всемирная ассоциация организаций, эксплуатирующих атомные электростанции. На сегодняшний день в ВАО состоят все организации мира, эксплуатирующие АЭС, всего в их составе насчитывается около 450 энергоблоков.
Цель деятельности этой организации — совершенствование безопасности на всех АЭС мира. Её миссия:

Максимально повышать безопасность и надежность АЭС во всем мире, прилагая совместные усилия для оценки, сравнения с лучшими достижениями и совершенствования эксплуатации посредством взаимной поддержки, обмена информацией и использования положительного опыта.
Оригинальный текст (англ.)To maximise the safety and reliability of nuclear power plants worldwide by working together to assess, benchmark and improve performance through mutual support, exchange of information, and emulation of best practices.

Главной идеей организации стало объединение усилий операторов для повышения безопасности и надежности действующих атомных станций во всем мире. Сегодня ВАО АЭС уникальна тем, что является подлинно международной организацией, для которой не существует политических барьеров и интересов. Она выполняет свои задачи на основе добровольного обмена информацией о событиях, происходящих на станциях, сравнения достигнутых результатов, партнерских проверок и обмена опытом эксплуатации. При этом основополагающими принципами являются самостоятельность членов, добровольность их участия в программах Ассоциации, равное партнерство, взаимопомощь и неразглашение передаваемой информации.
Ассоциация была создана для того, чтобы помочь своим членам достигнуть самого высокого уровня эксплуатационной безопасности путём предоставления им доступа к общемировому опыту эксплуатации, она не является коммерческой организацией и не ищет материальной выгоды, не связана напрямую ни с одним правительством, не является надзорным органом, не дает консультаций по проектным вопросам, не является финансовой организацией и не принадлежит к лоббистским кругам, другими словами у Ассоциации нет других интересов, кроме обеспечения ядерной безопасности.

## Основные члены ВАО АЭС

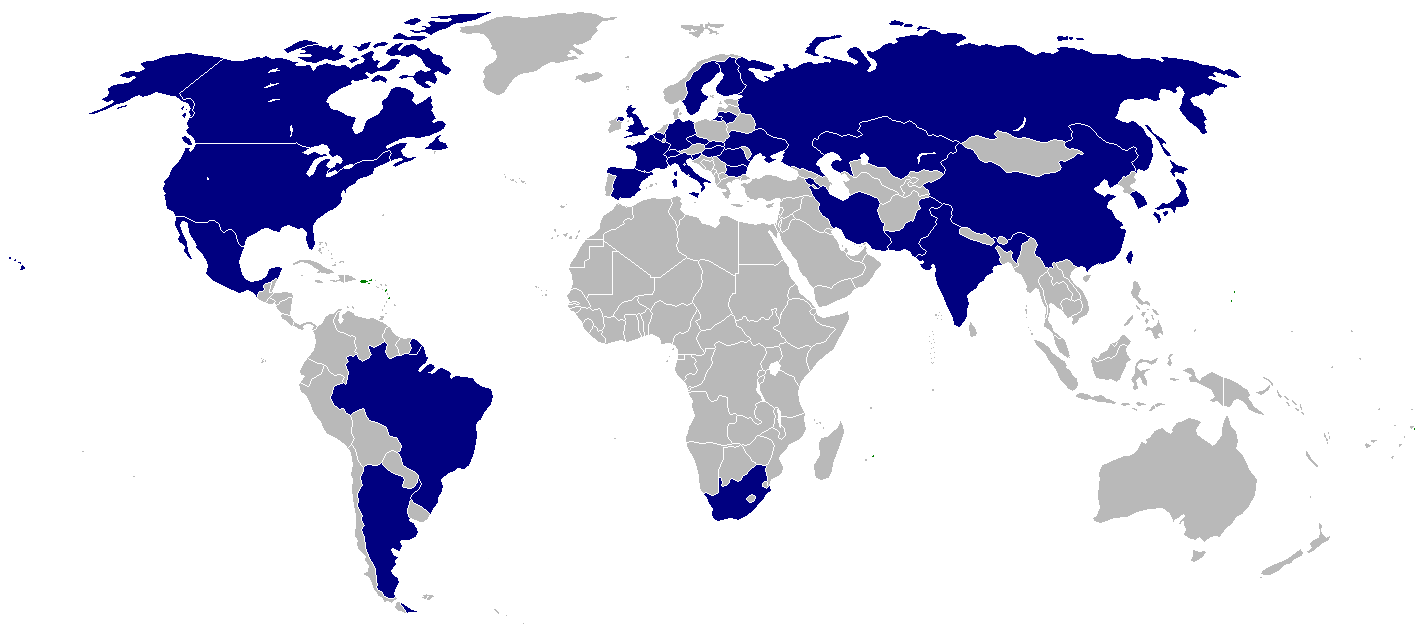
Страны, в которых действуют организации-члены ВАО АЭС.

- Аргентина (Nucleoeléctrica Argentina S.A.[исп.])
- Армения (Armenian Nuclear Power Plant, Ltd Co.)
- Бельгия (Electrabel)
- Бразилия (Eletrobrás Termonuclear SA[порт.])
- Болгария (Kozloduy NPP, Plc.)
- Великобритания (British Energy Group, Plc.)
- Венгрия (Hungarian Power Companies, Ltd.[англ.])
- Германия (VGB Power Tech e.V.[нем.])
- Индия (Индийская корпорация по атомной энергии)
- Иран (Организация по атомной энергии Ирана)
- Испания (Asociación Española de la Industria Eléctrica)
- Италия (Enel Ingegnerla e Innovazione S.p.A)
- Казахстан (Mangyshlak National Joint Stock Company of Atomic Energy and Industry)
- Канада (CANDU Owner's Group[англ.])
- Китай (China National Nuclear Corporation)
- Республика Корея (Korea Hydro and Nuclear Power Company)
- Литва (Ignalina Nuclear Power Plant)
- Мексика (Comisión Federal de Electricidad)
- Нидерланды (NV Elektriciteits-Produktiemaatschappij Zuid-Nederland)
- Пакистан (Pakistan Atomic Energy Commission)
- Польша (Institute of Atomic Energy POLATOM)
- Румыния (Societatea Nationala «Nuclearelectrica» SA)
- Россия (Росэнергоатом)
- Словакия (Slovenské Elektrárne, Plc.)
- Словения (Nuklearna Elektrarna Krško)
- США (Institute of Nuclear Power Operations)
- Китайская Республика (Taiwan Power Company)
- Украина (National Nuclear Energy Generating Company ENERGOATOM)
- Финляндия (Finnish WANO Members Group)
- Франция (Électricité de France)
- Чехия (CEZ Inc. Nuclear Division)
- Швейцария (Swissnuclear)
- Швеция (Vattenfall AB)
- ЮАР (ESKOM)
- Япония (Japanese Nuclear Operators)

## История
Предпосылками создания ВАО АЭС явились серьёзная авария на АЭС Три-Майл-Айленд в 1979 году и, в особенности, беспрецедентная по масштабам катастрофа на Чернобыльской АЭС в 1986 году, которая, помимо непосредственных последствий, серьёзно отразилась на всей ядерной энергетике в целом. Она вынудила специалистов всего мира переоценить проблему безопасности АЭС и задуматься о необходимости международного сотрудничества.
Официальное образование ВАО АЭС было провозглашено на учредительной ассамблее 15 мая 1989 года в Москве. Первым председателем Совета управляющих Ассоциации на ней был избран Уолтер Маршалл, председатель правления главной британской генерирующей компании Central Electricity Generating Board, а первым президентом — Уильям Стейтс Ли III, председатель правления американской энергетической компании Duke Power Company. Звание почётного президента Ассоциации было присвоено Н. Ф. Луконину, в то время министру атомной энергетики СССР, который одобрил на этой ассамблее планы первого двухстороннего визита по обмену опытом между советской Запорожской АЭС и Catawba NPP (США), успешно состоявшегося спустя 3 месяца.
В 1990 году на встрече в Лондоне Совет Управляющих ВАО АЭС одобряет программу повышения показателей эффективности работы АЭС, в это же году начинают свою работу региональные центры организации в Москве, Токио, Атланте и Париже.
В 1991 году на встрече в Атланте новым президентом избирается Shoh Nasu, президент японской энергетической компании Tokyo Electric Power, Совет управления обсуждает возможность проведения «партнёрских проверок», утверждает план их проведений в тестовом режиме, и уже в следующем году первая из них проходит на построенной по советскому проекту Paks NPP в Венгрии.
В 1993 году на встрече в Токио новым председателем Совета управляющих избирается Rémy Carle, представитель французской энергетической компании Électricité de France, а новым президентом — Dr. Ian McRae, генеральный директор южноафриканской энергетической компании ESCOM. На встрече внимание участников акцентируется на программе партнёрских проверок, принимается решение о её переводе из тестовой фазы на постоянную региональную основу, а также о начале поддержки центрально- и восточноевропейских эксплуатирующих организаций.
В 1995 году на встрече в Париже новым президентом Ассоциации избирается Эрик Поздышев, представитель «Росэнергоатома», российского монополиста в области эксплуатации АЭС.
В 1997 году на встрече в Праге председателем Совета управляющих становится высокопоставленный офицер флота США Зак Пейт, президента Поздышева сменяет на посту Allan Kupcis, генеральный директор канадской гидроэнергетической компании Ontario Hydro. Впервые на заседаниях присутствуют представители прессы и телевидения.
В 1999 году заключён Меморандум о взаимопонимании между ВАО АЭС и МАГАТЭ, подписанный их руководителями — Гаком Пейтон и Мохаммедом аль-Барадеи и охватывающий вопросы сотрудничества и обмена информацией. На встрече в канадском городе Виктория новым президентом избирается Soo-byung Choi, президент южнокорейского монополиста в области электроэнергетики, компании Korea Electric Power.
В 2002 году на встрече в Сеуле председателем Совета управляющих избирается Hajimu Maeda, представитель японской организации Japanese Atomic Energy Commission, а президентом — Pierre Carlier, вице-президент Électricité de France, которого всего год спустя на встрече в Берлине сменил на этом посту генеральный директор Росэнергоатома Олег Сараев.
В 2004 году на встрече в японском городе Нара председателем Совета управляющих избирается William Cavanaugh III, бывший генеральный директор американской частной энергетической компании Progress Energy, уже успевший поработать на нескольких постах в ВАО АЭС.
В 2005 году на встрече в Будапеште президентом ВАО АЭС избирается Oliver D. Kingsley Jr., директор американской электроэнергетической корпорации Exelon.
В 2007 году на встрече в Чикаго президентом ВАО АЭС избирается Dr. Shreyans Kumar Jain, генеральный директор индийской организации, эксплуатирующей АЭС, Nuclear Power Corporation of India.
В 2009 году на встрече в Лондоне председателем Совета управляющих избирается Laurent Stricker, представитель Électricité de France.
| Президенты ВАО АЭС                             | Председатели Совета Управляющих ВАО АЭС | Исполнительные директора ВАО АЭС (в Лондонском офисе) | Директора Московского Центра ВАО АЭС | Председатели Совета Управляющих Московского Центра ВАО АЭС |
| ---------------------------------------------- | --------------------------------------- | ----------------------------------------------------- | ------------------------------------ | ---------------------------------------------------------- |
| Николай Луконин 1989 Первый Почетный Президент | Walter Marshall 1989—1993               | Thomas Eckered 1989—1991                              | Борис Прушинский 1989—1991           | Jussi Helske 1989—1991                                     |
| William States Lee III 1989—1991               | Rémy Carle 1993—1997                    | Walter Coakley 1991—1992                              | Анатолий Концевой 1991—1997          | Gábor Vamos 1991—1993                                      |
| Shoh Nasu 1991—1993                            | Zack Pate 1997—2002                     | Andrew Clarke 1992—1995                               | Фарит Тухветов 1997—2007             | Олег Сараев 1993—1997                                      |
| Ian McRae 1993—1995                            | Hajimu Maeda 2002—2004                  | Vince Madden 1995—2001                                | Михаил Чудаков 2007—2015             | Ales John 1997—2009 2 срока                                |
| Эрик Поздышев 1995—1997                        | William Cavanaugh III 2004—2009         | Tony Capp 2001—2002                                   | Василий Аксёнов с 2015               | Ignac Pnacek 2010—2011                                     |
| Allan Kupcis 1997—1999                         | Laurent Stricker 2009—2012              | Sigval Berg 2002—2004                                 |                                      | Arvo Vuorenmaa 2011—2013                                   |
| Soo-byung Choi 1999—2002                       | Jacques Regaldo с 2013                  | Luc Mampaey 2004—2009                                 |                                      | Sandor Nagy 2013—2015                                      |
| Pierre Carlier 2002—2003                       | Tom Mitchell с марта 2019               | George Felgate 2009—2013                              |                                      | Janos Toth 2015—2017                                       |
| Олег Сараев 2003—2005                          |                                         | Kenneth R. Ellis 2013—2014 2014—2015                  |                                      | Jaroslav Holubec 31.10. 2017 — 2022                        |
| Oliver D. Kingsley Jr. 2005—2007               |                                         | Peter Prozesky с 01.01.2016                           |                                      | Эдуард Мартиросян с 2023                                   |
| Shreyans Kumar Jain 2007—2010                  |                                         | Ingemar Engkvist 2019—2022                            |                                      |                                                            |
| QIAN Zhimin 2010-06.2010                       |                                         | Наоки Чигуса с 01.01.2023                             |                                      |                                                            |
| HE Yu 2010—2011                                |                                         |                                                       |                                      |                                                            |
| Владимир Асмолов 2011—2013                     |                                         |                                                       |                                      |                                                            |
| Duncan Hawthorne 2013—2015                     |                                         |                                                       |                                      |                                                            |
| Seok Cho 2015—2016                             |                                         |                                                       |                                      |                                                            |
| Lee Kwan-sup 2016—2017                         |                                         |                                                       |                                      |                                                            |
| Simone Rossi с 2017                            |                                         |                                                       |                                      |                                                            |
| Николай Сорокин 2019 - 2022                    |                                         |                                                       |                                      |                                                            |
| Мохамед Аль-Хаммади с 2023                     |                                         |                                                       |                                      |                                                            |

## Структура
Всемирный Совет Управляющих, состоящий из избираемого раз в два года председателя и двух представителей от каждого регионального Совета Управляющих, осуществляет общее руководство и определяет стратегию ВАО АЭС. В заседаниях Совета Управляющих также участвуют директора региональных центров.
Членство в ВАО АЭС осуществляется через один или несколько полуавтономных региональных центров, расположенных в Атланте, Москве, Париже, Токио; и зависит от географического расположения или типа реакторной установки, например Московский Региональный Центр объединяет АЭС и эксплуатирующие организации Армении, Белоруссии, Болгарии, Венгрии, Индии, Ирана, Китая, Литвы, России, Турции.
Координационный центр ВАО АЭС в Лондоне оказывает поддержку работе всемирного Совета Управляющих ВАО АЭС.
Региональные центры выполняют решения Совета Управляющих и осуществляют реализацию программ ВАО АЭС. Большая часть работы Региональных Центров предполагает сбор, систематизацию и анализ информации о международном опыте эксплуатации, рассылку этой информации членам, а также учёт потребностей членов в дальнейшем развитии программ Ассоциации.
Каждый Региональный Центр возглавляется директором и укомплектован высококвалифицированными специалистами, командируемыми из организаций-членов. Такие ротационные специалисты обладают знаниями конкретных технологий и культуры эксплуатации, принятой в своей стране. По окончании работы они привносят в свои организации опыт, приобретенный за время работы в ВАО АЭС, и понимание практики эксплуатации на других АЭС мира.
Раз в два года руководители высшего звена собираются на Генеральной ассамблее, чтобы проанализировать деятельность организации и наметить цели и задачи на будущее, в течение этой встречи избирается Президент ВАО АЭС на двухгодичный срок.

## Деятельность
Реализация программ ВАО АЭС в основном выполняется самими эксплуатирующими организациями, в то время как небольшой по численности персонал центров ВАО АЭС занимается координацией работ по программам. При этом уделяется внимание тому, чтобы представительство членов из разных государств в Советах Управляющих ВАО АЭС было достаточно равным.
Inside WANO — официальный журнал членов ВАО АЭС. Выпускается раз в квартал с ноября 1993 года. Печатался на английском, японском и русском языках. С 2014 года Inside WANO перешел на электронную версию и публикуется на сайте ВАО АЭС wano.info.

### Программы

#### Анализ производственной деятельности
Эта программа позволяет членам использовать опыт эксплуатации других АЭС. В частности, информирует о событиях, происшедших на других станциях, что позволяет персоналу принять соответствующие меры для предотвращения повторения аналогичных событий на своих АЭС.
- Показатели работы АЭС. Сбор и анализ информации по девяти основным показателям работы АЭС, которые представляют собой частичную, но весьма важную и полезную оценку качества управления АЭС в целом, помогает руководящему персоналу и эксплуатирующим организациям выявлять тенденции их изменения, сравнивать с результатами работы всех станций в мире и ставить перед собой цели для повышения уровня безопасности эксплуатации.

#### Партнерские проверки
Цель этих мероприятий — предоставление членам организации возможности сравнивать эксплуатацию своих станций с лучшей мировой практикой с помощью глубокого и объективного анализа вопросов эксплуатации АЭС независимой группой экспертов из других организаций. Партнерскую проверку, проводимую на добровольной основе по заявке станции, осуществляет международная группа, состоящая из экспертов других членов ВАО АЭС, которая даёт критическую оценку производственной деятельности АЭС в следующих областях:
- организация и администрация,
- эксплуатация,
- ремонт,
- инженерная поддержка,
- радиационная безопасность,
- опыт эксплуатации,
- химия,
- подготовка персонала,
- пожарная безопасность,
- аварийная готовность.

#### Отраслевое обучение и развитие
Эта программа предоставляет членам организации возможность обмена опытом эксплуатации АЭС и идеями по повышению надёжности и безопасности атомных станций. Обмен самой современной информацией происходит на различных семинарах, совещаниях экспертов и курсах, участие в которых позволяет персоналу станций повышать уровень своих профессиональных знаний. Кроме этого в 2003 году организация участвовала в создании Всемирного ядерного университета.

#### Оказание поддержки
Эти мероприятия включает в себя несколько программ:
- миссии технической поддержки, осуществляющиеся по заявкам членов Ассоциации, которые помогают им в поиске решений по существующим на станциях конкретным технологическим проблемам, которые они не могут устранить своими силами, или позволяют найти способ эффективного улучшения какого-либо процесса проверенным на практике способом.
- обменные визиты, представляющие собой обмен опытом в рамках взаимного обмена делегациями в составе специалистов из числа эксплуатационного персонала. В их рамках организуются тематические семинары по специфическим вопросам и регулярные совещания руководителей станций, в ходе которых передается опыт использования передовых технологий;
- обмен положительным опытом, проводящийся на добровольной основе и позволяющий ознакомиться с лучшими достижениями других станций и использовать эффективные методы работы, повышающие безопасность и надежность эксплуатации АЭС.